# Otto Bartning
Otto Bartning (Karlsruhe, 12 de abril de 1883 — Darmstadt, 20 de maio de 1959) foi um arquiteto alemão.
Após obter o Abitur em 1902 em Karlsruhe, apontou-se na Königlichen Technischen Hochschule de Berlim, precursora da atual Universidade Técnica de Berlim. Pouco depois começou uma viagem de 18 meses ao redor do mundo, depois da qual regressou para terminar os seus estudos em Berlim e Karlsruhe. Em 1905, enquanto estudava, trabalhou como arquiteto em Berlim.
É o autor da Escola Alemã de Lisboa.
Está sepultado no Alter Friedhof Darmstadt.